# 布魯諾尼亞冰川
布魯諾尼亞冰川（英語：Brunonia Glacier），是南極洲的冰川，位於南喬治亞島，最終注入島嶼灣的森塞特港，由美國的鳥類學家繪入地圖，現時由英國海外領土管轄。